# خلدان
الخُلْد (الجمع: خِلْدَان، أو مَنَاجِذ على غير لفظه) أو الفأرة العمياء أو الجُلْذ (الجمع: مَنَاجِذ على غير لفظه)، تعرف عند العامة بالخلند أو أبو عماية أو أبو أعمى، هو حيوان قارض من فُصيلة المناجذ (الاسم العلمي: Spalacinae) التي تنتمي إلى فصيلة الخلديات، توجد في أوروبا الشرقية وغرب ووسط آسيا.

## التأثيل
الخلد في العربية تعني المكوث في مكان ما لفترات طويلة جدًا، وجاء في أساس البلاغة للزمخشري: (خلد بالمكان وأخلد: أطال به الإقامة. وما بالدار إلا صم خوالد وهي الأثافي. وخلد في السجن، وخلد في النعيم: بقي فيه أبداً خلوداً. وخلداً. وخلده الله وأخلده.). وفي تاج اللغة وصحاح العربية (الــخُلْدُ: دوامُ البقاء. تقول: خَلَدَ الرجلُ يــخلُدُ خُلوداً. وأخلَدَــه الله وخَلَّدَــه تخليداً. وقيل لأثافيّ الصخور: خَوالِدُ، لبقائها بعد دُروس الأطلال. قال الشاعر المُخَبَّلُ السعدي: إلاّ رَماداً هامِداً دَفَعَتْ * عنه الرياحَ خَوالِدٌ سُحْمُ - والــخُلْدُ أيضاً: ضربٌ من الجُرذان أعمى. وأخلدت إلى فلان، أي رَكَنت إليه. ومنه قوله تعالى:(ولكنَّه أخْلَدَ إلى الارض).
قيل أصلها من السريانية "حُلْدُو"، وقيل أصلها من الآرامية ܚܘܠܕܐ (تلفظ "حُلْدَا") التي بدورها أتت من الجذر "حلاد" الذي يعني "حفر".

## الوصف
إن الخلد هو حيوان أعمى تمامًا. أعينه الصغيرة جدٌا مغطاة بالكامل بطبقة من الجلد. على عكس العديد من القوارض الحفارة الأخرى، لا تمتلك المناجذ مخالب أمامية متضخمة ولا يبدو أنها تستخدم ساعديها أداةً أوليةً للحفر. يجري الحفر بشكل حصري تقريبًا باستخدام قواطعها القوية المنفصلة عن بقية الفم بغطاء من الجلد. عندما يغلق الخلد فمه، تظل قواطعه في الخارج.
نظرًا لكونها عمياء تمامًا، فإن المناجذ هي حيوانات مخبرية مهمة في التجارب حول كيفية عمل العين وبروتينات العين. على الرغم من أن المناجذ لديها فقط ضمور في الأعين تحت الجلد وهي بلا بصر، إلا أن إيقاعها اليومي تحتفظ به. أثبتت بعض المنشورات، مثل "Avivi et al., 2002"، أن الجينات اليومية التي تتحكم في الساعة البيولوجية تُعَبَّر بطريقة مماثلة للثدييات المبصرة الموجودة فوق الأرض.

## التصنيف
- جنس الخلد، Spalax:
  - خلد ميهاي [الإنجليزية]، S. antiquus[11]
  - خلد الرمل [الإنجليزية]، S. arenarius
  - خلد عملاق [الإنجليزية]، S. giganteus
  - خلد بوكوفينا [الإنجليزية]، S. graecus
  - خلد أولتينيا [الإنجليزية]، S. istricus (ربما انقرض)[11]
  - خلد أكبر، S. microphthalmus
  - خلد كازاخستاني [الإنجليزية]، S. uralensis
  - خلد بودولسك [الإنجليزية]، S. zemni
- جنس الخلد القزم، Nannospalax
  - جُنَيْس الخلد القزم، Nannospalax
    - خلد فلسطيني، N. ehrenbergi

  - جُنَيْس الخلد المتوسط، Mesospalax
    - خلد أصغر، N. leucodon
    - خلد أناضولي [الإنجليزية]، N. xanthodon